# Leo Fall
Leo Fall (Olmütz, Moràvia, 2 de febrer de 1873 - Viena, Àustria, 16 de setembre de 1925) fou un compositor austríac.
El seu primer mestre fou el seu pare, que era director d'una banda militar, i després estudià en el Conservatori de Viena. Als principis de la seva carrera va compondre les òperes Frau Denise (Berlín, 1902) i Irrlicht (1905), que amb prou feines cridaren l'atenció, però poc temps després estrenà l'opereta Der Rebell, que fou acollida calorosament pel públic.
En pocs anys, Fall aconseguí situar-se a la capçalera dels compositors del seu gènere i durant molt de temps compartí amb Lehár el regnat de l'opereta. La seva melodia, fàcil, fluida i elegant està valorada per una brillant i correcta instrumentació i per un rar instint escènic que li’n feu assolir èxits clamorosos en tots els teatres d'Europa i Amèrica, especialment Die Dollarprinzessin (La princesa del dòlar), que s'estrena a Viena el 1907 i aconseguí una popularitat universal.
Els seus altres dos germans Richard i Siegfried, també foren músics reconeguts.

## Obres
- Der fidele Bauer, (Mannheim, 1907).
- Die geschiedene Frau, (Viena, 1908).
- Brüderlein sein, (Viena, 1909).
- Das Puppenmädel, (Viena, 1910).
- Die schöne Risette, (Viena, 1910).
- Die Sirene, (Viena, 1911).
- The Studentengräfin, (Berlín, 1913).
- Der Nachtschnellzung, (Viena, 1913).
- Jung England, (Berlín, 1914).
- Der Künstliche, (1915).
- Die Kaiserin (1916).